# Stachytarpheta lychnitis
Stachytarpheta lychnitis là một loài thực vật có hoa trong họ Cỏ roi ngựa. Loài này được Mart. ex Schauer miêu tả khoa học đầu tiên năm 1847.